# موتومبا ماينغا
موتومبا ماينغا أو موتومبا ماينغا بول (مواليد 1938) مؤرخة وسياسية زامبية، وكانت أول امرأة زامبية تحصل على درجة الدكتوراه،أول امرأة زامبية تحاضر في جامعة زامبيا، وأول امرأة زامبية تعمل كوزيرة في مجلس الوزراء في زامبيا.

## حياتها
جاء موتومبا ماينغا من ناليكولو، وهي قرية في مقاطعة مونغو.كانت ابنة إنمونا، رئيس باراماونت لشعب اللوزي. تلقت تعليمها في مدرسة سيفولا للبعثات، ومدرسة سينانغا للبعثات، ومدرسة مابومبو للبعثات، ومدرسة تشيبيمبي للبعثة، ومدرسة غورومونزي الحكومية، قبل أن تحصل على شهادتها الأولى من كلية جامعة روديسيا ونياسالاند، وبكالوريوس في التاريخ من جامعة لندن في عام 1963م، في عام 1965م تزوجت من نيكولاس ثيودور بول، أوتو بيت.في عام 1969م حصلت على شهادة الدكتوراه في التاريخ من جامعة لندن، كما أمضت سنة في أبحاث الدراسات العليا في جامعة كامبريدج، من عام 1969م إلى عام 1973م، ألقت محاضرات في التاريخ في جامعة زامبيا.
وفي عام 1973م انتخبت موتومبا ماينغا بول للبرلمان، نائباً عن دائرة نالولو الانتخابية في المقاطعة الغربية، وفي عام 1973م إلى عام 1976م، كانت وزيرة للصحة، وشغلت مناصب مختلفة في برنامج الأمم المتحدة للسكان قبل أن تتقاعد من العمل السياسي النشط في عام 1991م.
وفي عام 1996م، عادت موتومبا ماينغا بول إلى جامعة زامبيا كزميلة أبحاث أقدم من عام 2005م إلى عام 2008م، وكانت مديرة معهد البحوث الاقتصادية والاجتماعية في الجامعة.

## أعمالها
- 'تاريخ دين لوزي حتى نهاية القرن التاسع عشر'، الدراسة التاريخية للدين الأفريقي. بيركلي: مطبعة جامعة كاليفورنيا، عام 1972.
- بولوزي تحت ملوك لويانا: التطور السياسي وتشكيل الدولة في زامبيا ما قبل الاستعمار. لندن:1973.
- اتفاق باروتلاند لعام 1964 في المنظور التاريخي: دراسة أولية. 1996.
- 'الأبعاد الجنسانية للسياسات المتعددة الأحزاب: انتخابات عام 2001 في زامبيا'، 2002.

- 'المنطقة المحجوزة: باروتسلاند من اتفاق عام 1964'، مجلة زامبيا للعلوم الاجتماعية، المجلد 5، العدد 1 (2014)